# Samuel Wells Williams

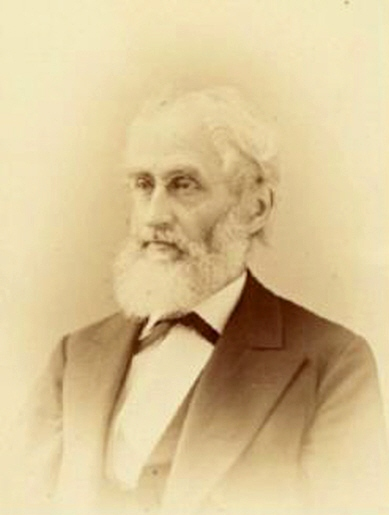
S. Wells Williams (1812–1884)

Samuel Wells Williams (chinesisch 衛三畏, Pinyin Wèi Sānwèi; geb. 22. September 1812 in Utica, New York; gest. 16. Februar 1884 in New Haven, Connecticut) war ein amerikanischer Missionar, Diplomat, Sinologe und Japanologe sowie Gründer der Abteilung für chinesische Sprache und Literatur an der Yale University.

## Leben
S. Wells Williams absolvierte das Rensselaer Polytechnic Institute in Troy, New York, und wurde dort unmittelbar nach seinem Abschluss zum Professor ernannt. Er gehörte der Presbyterianischen Kirche an. Er beschloss, Missionar zu werden, und kam am 15. Juni 1833 mit 20 Kollegen des American Board of Commissioners for Foreign Missions, der ältesten US-amerikanischen Auslandsmissionsgesellschaft, in China an, als Drucker für die Missionspresse in Kanton. Im Jahr 1837 nahm er auf der SS Morrison an einer Expedition nach Japan teil, deren offizieller Zweck die Rückführung von sieben schiffbrüchigen japanischen Fischern war. Japan verfolgte zu dieser Zeit eine Politik der Selbstisolierung, so dass der US-amerikanische Versuch, Handelsbeziehungen aufzubauen, scheiterte.

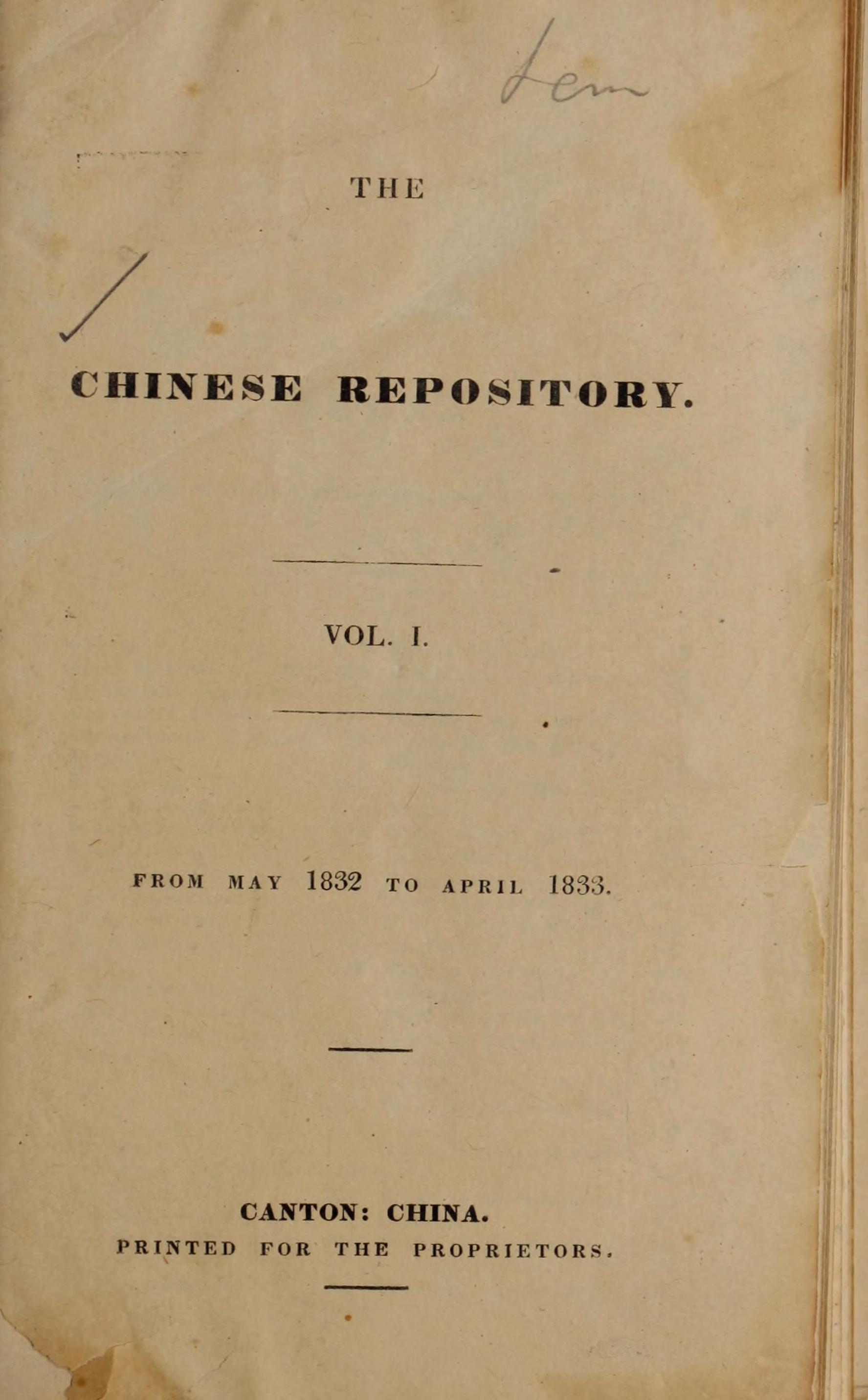
The Chinese Repository (Titelseite des ersten Bandes)

Von 1848 bis 1851 war er Herausgeber und Redakteur des von Elijah Coleman Bridgman (1801–1861) gegründeten Chinese Repository, der ersten europäischen Zeitschrift in China, zu der er fast von Anfang an vieles beigetragen hatte. Im Jahr 1853 war er als Dolmetscher an Perrys Japan-Expedition beteiligt. Im Jahr 1855 wurde er zum Sekretär der US-Botschaft in China ernannt. Im Jahr 1856 veröffentlichte er ein Tonic Dictionary of the Chinese Language in the Canton Dialect (英華分韻撮要). Er war an der Ausarbeitung und Verabschiedung des Vertrags von Tianjin beteiligt. Ab dem Jahr 1860 leitete er mehrfach interimistisch die amerikanische Botschaft in Peking, an der er bis 1876 verblieb.
1875 versuchte er, das Buch Genesis und das Matthäus-Evangelium ins Japanische zu übersetzen, doch die Manuskripte werden durch ein Feuer zerstört.
1877 kehrte er in die USA nach New Haven, Connecticut, zurück und wurde der erste Professor für chinesische Sprache und Literatur an der neu eröffneten Fakultät der Yale University. Im Jahr 1881 wurde er zum Präsidenten der Amerikanischen Bibelgesellschaft gewählt. Er starb in New Haven.
Eine breit gefächerte, kenntnisreiche Länderkunde lieferte er mit seinem Werk The Middle Kingdom, das unter dem Titel Das Reich der Mitte. Eine Übersicht der Geographie, Regierung, Erziehung, des sozialen Lebens, der Künste, Religion des Chinesischen Reichs und seiner Bewohner auch auf Deutsch erschien und als ein gefeierter Klassiker der Sinologie gilt. Mit Hilfe seines Sohnes Frederick Wells Williams (1857–1928) überarbeitete er das Werk später grundlegend und änderte dabei viele abfällige Urteile aus seiner frühen Missionszeit. Er sprach sich auch gegen Beschränkungen der chinesischen Einwanderung aus.
Seit 1845 war er mit Sarah Walworth verheiratet.

## Schriften
- Narrative Of A Voyage Of The Ship Morrison Captain D. Ingersoll, To Lewchew And Japan, In The Months of July and August, 1837. Canton 1837.
- Easy Lessons in Chinese: or progressive exercises to facilitate the Study of that Language, especially adapted to the Canton dialect. Office of the Chinese Repository, Macao 1842.
- The Chinese commercial guide. 1856.
- A Tonic Dictionary Of The Chinese Language In The Canton Dialect. 1856.
- The Middle Kingdom: a survey of the geography, government, literature, social life, arts, and history of the Chinese empire and its inhabitants. Wiley & Putnam, New York 1848 (und weitere Ausgaben).
  - Das Reich der Mitte. Eine Übersicht der Geographie, Regierung, Erziehung, des socialen Lebens, der Künste, Religion des Chinesischen Reichs und seiner Bewohner. Aus dem Englischen übersetzt von C.L. Collmann. G.E. Vollmann, Kassel.
    - Bd. 1: China, die Mandschurei, Mongolei, Cobdo, Koko-nor, Ili und Tibet in geographischer, statistischer und naturhistorischer Beziehung. 1852 (Digitalisat).
    - Bd. 2: Gesetzgebung und Regierung, Erziehung, Sprache und Literatur des Chinesischen Reichs. 1853 (Digitalisat).
- Account of a Japanese romance. 1849.
- A syllabic dictionary of the Chinese language, arranged according to the Wu-fang yuan yin, with the pronunciation of the characters as heard in Peking, Canton, Amoy and Shanghai. 1874 (nach dem Wufang yuanyin 五方元音 von Fan Tengfeng 樊騰鳳/樊腾凤).
- Syllabic Dictionary Of The Chinese Language. 1879.
- Chinese Immigration. 1879.
- A History Of China Being The Historical Chapters From “The Middle Kingdom”. 1897.
- A journal of the Perry expedition to Japan. 1910.